# سیارک ۸۸۶۱۱

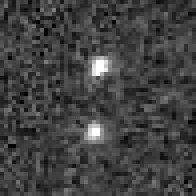
نمای تلسکوپی از سیارک ۸۸۶۱۱ در منظومهٔ خورشیدی

سیارک ۸۸۶۱۱ (به انگلیسی: 88611 Teharonhiawako، نامگذاری:2001QT297) هشتاد و هشت هزار و ششصد و یازدهمین سیارک کشف شده‌است که در ۲۰ اوت ۲۰۰۱ کشف شد.